# Hyakujuu Sentai Gaoranger
Hyakujuu Sentai Gaoranger (百獣戦隊ガオレンジャー, Hyakujū Sentai Gaorenjā, vertaalt als 100-Beast Squadron Gaoranger) is de 25e Sentai-serie geproduceerd door Toei. De serie werd in 2001 uitgezonden en bestond uit 51 afleveringen. De serie diende als basis voor de Amerikaanse serie Power Rangers: Wild Force.
Gaoranger was tevens de serie waarin het 25-jarig bestaan van de Sentai-serie werd gevierd (en in tegenstelling tot het 10-jarig jubileum in Turboranger dit keer wel terecht). In plaats van een team-upspecial met het vorige Sentai-team bevatte de serie een special waarin de Gaorangers vijf personages uit verschillende Sentai-teams ontmoetten. Aan het eind van deze special verschijnen zelfs de teamleiders van alle voorgaande Sentaiseries.

## Verhaallijn
De serie volgt de avonturen van vijf mensen die door de magische dieren genaamd Power Animals worden uitgekozen om de Aarde te verdedigen tegen de Orgstammen, een ras van Oni (net als Youkai een soort Japanse Demonen) geboren uit het verdriet van mensen en de vervuiling van de Aarde.
De oorlog tussen mensen en Org begon oorspronkelijk 1000 jaar geleden en wordt nu hervat.

## Karakters

### Gaorangers
- Kakeru Shishi (獅子走, Shishi Kakeru) / GaoRed (ガオレッド, Gaoreddo): hij wordt verkozen door de GaoLion om de leider te worden van de Gaorangers. Voordat hij een Gaoranger werd was hij dierenarts. Tijdens zijn werk ontwikkelde hij een soort zintuig waarmee hij kan aanvoelen wat dieren willen of bedoelen.

- Gaku Washio (鷲尾岳, Washio Gaku) / GaoYellow (ガオイエロー, Gaoierō): een humorloos persoon die het maar niet kan hebben dat Kakeru tot leider is gekozen en niet hij. Hij heeft een militaire opleiding gehad tot piloot. Omdat zijn Power Animal een vogel is, weigert hij vlees van vogels te eten.

- Kai Samezu (鮫津海, Samezu Kai) / GaoBlue (ガオブルー, Gaoburū): een energiek persoon. Hij is de jongste van de groep en haat het als iemand hierover begint. Hij is ook een uitstekend bowler.

- Soutarou Ushigome (牛込草太郎, Ushigome Sōtarō) / GaoBlack (ガオブラック, GaoBurakku): een sterk maar zachtaardig iemand met een zwak voor vrouwen en hoogtevrees. Hij werd een Gaoranger voordat Kakeru bij het team kwam. Hij wilde ooit een professionele worstelaar worden, maar een knieblessure dwong hem deze droom op te geven.

- Sae Taiga (大河冴, Taiga Sae) / GaoWhite (ガオホワイト, Gaohowaito): zij is zeer vastberaden. Haar vader runt een dojo en leerde haar verschillende vechttechnieken.

- Tsukumaro Oogami (大神月麿, Ōgami Tsukumaro) / GaoSilver (ガオシルバー, Gaoshirubā): 1000 jaar geleden tijdens de eerste oorlog tussen mensen en Org dreigde de orgs te winnen door de komst van de Grand Duke Hyakumaru, een fusie van 100 Orgs. Uit wanhoop zette Shirogane het vervloekte masker van Loki op, wat hem de extra kracht gaf om de machige Org te verslaan. Het masker nam hem echter over en veranderde hem in Loki. Hij liet zichzelf opsluiten voordat hij geheel controle zou verliezen over zichzelf. Nu, 1000 jaar later, wordt hij bevrijd door Ura om de Gaorangers te vernietigen. Eenmaal bevrijd van het masker wordt hij GaoSilver. Hij sloot zich echter niet meteen bij het team aan omdat hij eerst zijn wandaden wilde goedmaken. 1000 jaar geleden was zijn bijnaam Shirogane (シロガネ, Shirogane, Silver). Sparking Silver Wolf (閃烈の銀狼, Senretsu no Ginrō). Hij kan door middel van de wind voelen wanneer de Org weer toeslaan.

### Hulp
- Tetomu (テトム): de bewaakster van het Animarium, het thuisland van de Power Animal. Zij is de mentor van de Gaorangers.

- Futaro (風太郎, Fūtarō): een mysterieus kind dat later de menselijke gedaante van de herboren GaoGod blijkt te zijn. Hij nam ooit de Power Animals af van de Gaorangers met de mededeling dat de mensen hun hulp niet verdienden aangezien zij zelf de Orgs creëren met hun vervuiling. Hij verandert later van gedachten en helpt in de finale in het gevecht tegen de nieuwe Grand Duke Org.

- Andere Sentai (uit de team-up special):
  - Banba Soukichi/Big One
  - Amamiya Yuusuke/Red Falcon
  - Gouki/Ginga Blue
  - Daimon Tatsumi/GoYellow
  - Miku Imamura/MegaPink

- Andere Rode Sentai(uit de team-up special):
  - Kaijou Tsuyoski/Aka Ranger: Kaijou is de leider van de Himitsu Sentai Goranger als Aka Ranger
  - Sakurai Gorou/Spade Ace: Sakurai is de leider van de J.A.K.Q. Dengekitai als Spade Ace.
  - Den Masao/Battle Japan: Den is de leider van de Battle Fever J als Battle Japan.
  - Akaki Ippei/Denji Red: Akaki is de leider van de Denshi Sentai Denjiman als Denji Red.
  - Hiba Takayuki/Vuleagle: Hiba is de tweede leider van de Taiyou Sentai SunVulcan als Vuleagle.
  - Akama Ken'ichi/Goggle Red: Akama is de leider van de Dai Sentai Goggle V als Goggle Red.
  - Dan Hokuto/Dynared: Dan is de leider van de Kagaku Sentai Dynaman als Dynared.
  - Gou Shirou/Red One: Gou is the leider van de Choudenshi Bioman als Red One.
  - Tsurugi Hiryuu/Change Dragon: Tsurugi is de leider van de Dengeki Sentai Changeman als Change Dragon.
  - Jin/Red Flash: Jin is de leider van de Choushinsei Flashman als Red Flash.
  - Takeru/Red Mask: Takeru is de leider van de Hikari Sentai Maskman als Red Mask.
  - Amamiya Yuusuke/Red Falcon: Amamiya is de leider van de Choujuu Sentai Liveman als Red Falcon.
  - Honoo Riki/Red Turbo: Honoo is de leider van de Kousoku Sentai Turboranger als Red Turbo.
  - Hoshkawa Gaku/Five Red: Hoshkawa is de leider van de Chikyuu Sentai Fiveman als Five Red.
  - Tendou Ryuu/Red Hawk: Tendou is the leader van de Choujin Sentai Jetman als Red Hawk.
  - Geki/TyrannoRanger: Geki is the leader van de Kyouryuu Sentai Zyuranger als TyrannoRanger.
  - Ryou Tenkasei/Ryuu Ranger: Ryou is de leider van de Gosei Sentai Dairanger als Ryuu Ranger.
  - Sasuke/Ninja Red: Sasuke is de co-leider van de Ninja Sentai Kakuranger als Ninja Red.
  - Gorou Hoshino/Ooreddo (OhRed): Gorou is de leider van de Chouriki Sentai Ohranger als OhRed.
  - Kyosuke Jinnai/Red Racer: Kyosuke is de leider van de Gekisou Sentai Carranger als Red Racer.
  - Kenta Date/MegaRed: Kenta is de leider van de Denji Sentai Megaranger als MegaRed.
  - Ryouma/Ginga Red (GingaRed): Ryouma is de leider van de Seijuu Sentai Gingaman als Ginga Red.
  - Matoi Tatsumi/GoRed: Matoi is de leider van de Kyuukyuu Sentai GoGo-V als GoRed.
  - Tatsuya Asami/TimeRed: Tatsuya is de leider van de Mirai Sentai Timeranger als TimeRed.

### Orgs
De Ogre Tribe Org (鬼族オルグ, Onizoku Orugu) zijn een ras van oni. Hun schuilplaats is een ondergronds rijk genaamd de Matrix.
- Org Master (オルグマスター, Orugu Masutā) (1-49): een stenen beeld in de Matrix dat door de Org wordt aanbeden.

- Hyakkimaru (百鬼丸, Hyakkimaru): alleen gezien in een flashback in aflevering 23. Hij was het die 1000 jaar geleden de aanval leidde van de Orgs, en de GaoGod vernietigde alvorens zelf te worden vernietigd door GaoHunter.

- Highness Duke Orgs (ハイネスデュークオルグ, Hainesu Dūku Orugu,  letterlijk vertaald: grote hertog Orgs): de leiders van de Orgs. Een voor een ontwaken ze, om vervolgens door de GaoRangers te worden vernietigd. In de finale komen ze allemaal weer tot leven.
  - Highness Duke Org Shuten (ハイネスデュークオルグ シュテン, Hainesu Dūku Orugu Shuten) (3-14, 47-49): de eerste Grand Duke Org die ontwaakt. Hij is geheel bedekt met ogen en gebruikt een bijl als wapen. Hij wordt gedood door Ura, die vervolgens zijn energie adsorbeerde.
  - Highness Duke Org Ura (ハイネスデュークオルグ ウラ, Hainesu Dūku Orugu Ura) (14-24, 26-31, 47-49): de tweede Duke Org. Hij is geobsedeerd door verzamelen van voorwerpen. Hij was het die Loki liet ontwaken. Hij gebruikt een magische spiegel om dingen vanuit de verte te kunnen bekijken. Met Loki onder zijn controle krijgt Ura de macht over vier Power Animals die hij gebruikt om de machtige Chimera Org te creëren. Deze wordt echter vernietigd door de nieuwe Gaoranger GaoSilver, die vervolgens ook Ura dood. Ura regenereert zichzelf en evalueert in een sterkere vorm. Hij wordt in deze vorm gedood door de Gaorangers, maar keert in de finale nog eenmaal terug.
  - Highness Duke Org Rasetsu (ハイネスデュークオルグ ラセツ, Hainesu Dūku Orugu Rasetsu) (32-44, 47-49): de laatste van de Grand Duke Orgs. Hij behandelt de Duke Orgs als vuilnis en geeft hun energie dan ook vaak aan andere Orgs. Hij sterft in een gevecht met de power animals. Hij keert nog eenmaal terug in de finale.
  - Ultimate Org Senki (究極オルグセンキ, Kyūkyoku Orugu Senki, Thousand Demon) (50-51): in aflevering 50 worden de 3 Grand Duke Orgs nog eenmaal tot leven gebracht en fuseren tot de Hells Grand Duke Senki. Deze nieuwe Org vernietigde alle Power Animals en liet het Animarium neerstorten op Aarde. Hij wordt vernietigd wanneer alle 100 Power Animals terugkeren. Zijn lichaam wordt vernietigd door de 100 Power Animals, en zijn hart door de zes Gaorangers.

- Lost Highness Rakushaasa (はぐれハイネスラクシャーサ, Hagure Hainesu Rakushāsa) (Gaoranger vs. Super Sentai): een vierde Grand Duke Org die in de team-up special opduikt. Het kostte de gecombineerde kracht van alle Sentai om hem te vernietigen. Hij is de enige Grand Duke Org die niet terugkeert in de finale.

- Duke Orgs (デュークオルグ, Dūku Orugu, letterlijk vertaald “Hertog Orgs”): de generaal van de Grand Duke Orgs.
  - Duchess Org Tsuetsue (デュークオルグ ツエツエ, Dūku Orugu Tsuetsue) (1-42, 47-Hurricanger vs. Gaoranger, Boukenger vs. Super Sentai): een arrogante Org priesteres. Ze heeft een hekel aan GaoWhite omdat die haar vaak “Oma” noemt. Wanneer Ura sterft gebruikt ze zijn kroon om te veranderen in de High Duke Onihime. Zij en Yabaiba krijgen later een sterkere vorm van Ura, totdat hij wordt verslagen. Tsuetsue sterft wanneer de Duke Org Torutoru haar ertoe aanzet haar hoorn te verwijderen wanneer ze eropuit wordt gestuurd om Tetomu te vangen. Yabaiba gebruikt haar hoorn later om haar weer tot leven te brengen. Ze brengt de drie Grand Dukes weer tot leven en creëert het Org hart dat hen fuseert tot Senki. Zij en Yaibaiba worden verslagen in de team-up special Hurricanger vd. Gaoranger.
  - Duke Org Yabaiba (デュークオルグ ヤバイバ, Dūku Orugu Yabaiba) (1-Hurricanger vs. Gaoranger): een meester met messen en volgens hemzelf de rivaal van GaoYellow. Hij is verliefd op Tsuetsue. Hoewel hij twijfelde aan de intenties van zijn meesters volgde hij hen omdat Tsuetsue dat ook deed. Hij en Tsuetsue worden verslagen in de team-up special Hurricanger vs. Gaoranger.
  - Duke Org Loki (デュークオルグ 狼鬼, Dūku Orugu Rōki) (15-23, 26, 30): een org die de Power Animals die de Mecha GaoHunter kunnen vormen onder zijn controle had. Hij zat gevangen in het vervloekte masker. Toen Shirogane dit opzette werd hij Loki. Shirogane wordt bevrijd van de vloek wanneer de Gaorangers de Gaohunter verslaan. Echter, nadat Shirogane vrij was van het masker wist Loki zelf ook uit het masker te ontsnappen. Hij jaagde hierna op GaoSilver tot hij door GaoSilver en de andere Gaorangers wordt vernietigd.
  - Duke Org Dorodoro (デュークオルグ ドロドロ, Dūku Orugu Dorodoro) (42-43): een ninja duke org. Hij neemt Tetomu gevangen en offert hierbij Tsuetsue op. Yabaiba neemt later wraak voor Tsuetsue door Torutoru’s eigen techniek om schaduwklonen van iemand te maken tegen hem te gebruiken. Dit gaf de Gaorangers de gelegenheid om hem te verslaan.

## Power Animals
De Power Animals (パワーアニマル, Pawā Animaru)zijn enorme magische dieren die de Gaorangers helpen. Ze kunnen verschillende Mechacombinaties vormen. In totaal zijn er 100 Power Animals, maar alleen in de laatste aflevering verschijnen ze ook alle 100. Hieronder staan alleen de belangrijkste Power Animals en hun combinaties die in de serie te zien zijn. Er bestaat ook een Gaoranger boek met daarin alle 100 Power Animals + hun combinatiemogelijkheden.
| Naam          | Dier         | Mecha onderdeel                                                       |
| ------------- | ------------ | --------------------------------------------------------------------- |
| GaoLion       | Leeuw        | Torso                                                                 |
| GaoEagle      | Adelaar      | Hoofd                                                                 |
| GaoTiger      | Tijger       | Linkerarm                                                             |
| GaoBizon      | Bizon        | Benen                                                                 |
| GaoShark      | Haai         | Rechterarm                                                            |
| GaoElephant   | Olifant      | Zwaard en Schild                                                      |
| GaoGorilla    | Gorilla      | Torso + hoofd                                                         |
| GaoBear       | Grizzlybeer  | Linkerarm                                                             |
| GaoPolar      | IJsbeer      | Rechterarm                                                            |
| GaoWolf       | Wolf         | Linkerarm                                                             |
| GaoHammerhead | Hamerhaai    | Rechterarm                                                            |
| GaoAlligator  | Alligator    | Torso, hoofd en benen                                                 |
| GaoFalcon     | Valk         | Torso + hoofd                                                         |
| GaoGiraffe    | Giraffe      | Rechterarm                                                            |
| GaoDeer       | Hert         | Linkerarm                                                             |
| GaoRhino      | Neushoorn    | Benen                                                                 |
| GaoArmadillo  | Gordeldier   | Voetbalwapen voor de benen gevormd door GaoRhino.                     |
| GaoLeon       | Zwarte Leeuw | Torso                                                                 |
| GaoCondor     | Condor       | Hoofd                                                                 |
| GaoSawshark   | Zaaghaai     | Rechterarm                                                            |
| GaoBuffalo    | Waterbuffel  | Benen                                                                 |
| GaoJaguar     | Jaguar       | Linkerarm                                                             |
| Soulbird      | onbekend     | kan versmelten met elke Mecha combinatie om die meer kracht te geven. |
| GaoKong       | Rode Gorilla | Torso + hoofd                                                         |

- GaoKing (ガオキング, Gao Kingu): combinatie van de Gaorangers primaire Power Animals: GaoLion, GaoShark, GaoTiger, GaoEagle en GaoBizon. GaoKing is de primaire Mecha van de Gaorangers
  - GaoKing Sword and Shield: de GaoElephant vormt een schild en zwaard voor Gaoking.
  - GaoKing Spear: GaoKing formatie waarbij GaoGiraffe de plaats van GaoShark inneemt.
  - GaoKing Double Knuckle: GaoKing formatie waarbij GaoBear en GaoPolar de plaats van GaoShark en GaoTiger innemen. Deze formatie wordt slechts eenmaal gebruikt.
  - GaoKing Striker: Gaoking formatie waarbij GaoRhino en GaoArmadillo de plaats innemen van GaoBizon.
  - Gaoking Cross Horn: Gaoking formatie waarbij GaoDeer de plaats van GaoTiger inneemt.
  - GaoKing Another Arm: formatie waarbij GaoWolf en GaoHammerhead de plaats van GaoShark en GaoTiger innemen.

- GaoMuscle (ガオマッスル, Gao Massuru): de combinatie van GaoGorilla, GaoBear, GaoPolar en GaoBizon.
  - GaoMuscle Striker Mode: GaoRhino en GaoArmadillo nemen de plaats van GaoBizon in bij deze combinatie.
  - GaoMuscle Cross Horn: combinatie waarbij GaoDeer de plaats van GaoBear inneemt.
  - GaoMuscle Spear: formatie waarbij GaoGiraffe de plaats van GaoPolar inneemt.

- GaoHunter (ガオハンター, Gao Hantā): combinatie van GaoWolf, GaoHammerhead en GaoAlligator. Eerst werd Gaohunter gebruikt door Loki. Nadat de vloek wordt verbroken verdwijnt de hoorn op het hoofd van Gaohunter. Deze vorm wordt door Gaosilver gebruikt en heet Gaohunter Justice. In een gevecht met de Tinplate Org was GaoHunter de enige beschikbare Mecha omdat Gaogod de andere Power Animals had afgenomen van de Gaorangers. De Gaorangers gaven hun kracht toen aan GaoHunter die daardoor even veranderde in GaoHunter Blue Moon.
  - GaoHunter Spear: GaoHunter formatie waarbij GaoGiraffe de plaats van GaoHammerhead inneemt.
  - GaoHunter Double Knuckle: formatie waarbij GaoBear en GaoPolar de plaatsen van GaoHammerhead en GaoWolf innemen.

- GaoIcarus (ガオイカロス, Gao Ikarosu): combinatie van GaoFalcon, GaoGiraffe, GaoDeer, GaoRhino en GaoArmadillo. De GaoIcarus is een van de sterkste Mecha combinaties. Hij kan vliegen en de vleugels van GaoFalcon als schild gebruiken.
  - GaoIcarus Another Foot and Arm: GaoIcarus formatie waarbij GaoBizon, GaoWolf en GaoHammerhead de plaats van GaoGiraffe, GaoDeer en GaoRhino + GaoArmadillo innemen.

- GaoKentaurus (ガオケンタウロス, Gao Kentaurosu): Een uiterst zeldzame combinatie. Wanneer de Gaorangers door ToruToru worden aangevallen in de wereld van de Orgs laat Tetomu de GaoLion groeien tot bijna tweemaal zijn normale formaat. GaoKentaurus is de combinatie van de enorme GaoLion, GaoFalcon, GaoShark, GaoTiger en GaoElephant.

- GaoGod (ガオゴッド, Gao Goddo): De God van alle Power Animals. Hij werd gebruikt door de oude Gaorangers in de oorlog 1000 jaar geleden. Hij bestaat uit de voorouders van de Power Animals van de huidige Gaorangers. Hij werd 1000 jaar geleden gedood door de Grand Duke Hyakumaru, maar wordt herboren in de gedaante van Futaro. Later onthult hij wie hij werkelijk is. 
 Hij is een combinatie van GaoLeon, GaoCondor, GaoSawshark, GaoJaguar en GaoBuffalo.

- GaoKnight (ガオナイト, Gao Naito): Deze Mecha komt net als de Power Animal GaoKong alleen voor in de Gaoranger film. Zijn combinatie is GaoKong, GaoEagle, GaoShark, GaoTiger, GaoBizon en GaoElephant.

## Afleveringen
1. The Lion Roars!! (獅子、吼える!!, Shishi, Hoeru!!)
2. The Divine Spirit-King Rises!! (精霊王、起つ!!（たつ）, Shūryō Ō, Tatsu!!)
3. The Eagle Vanishes!! (荒鷲が消える!!, Arawashi ga Kieru!!)
4. The Two Who Never Give Up!! (二人でネバギバ!!, Futari de Nebagiba!!)
5. The Mountain Moves!! (山が動く!!, Yama ga Ugoku!!)
6. Bison in Love!! (牛、焦がれる!!, Ushi, Kogareru!!)
7. The Dream Talks!! (夢が語る!!, Yume ga Kataru!!)
8. The Dog Runs!! (犬、走る!!, Inu, Hashiru!!)
9. The Twins Smile (双子が微笑む, Futago ga Hohoemu)
10. The Moon Beckons!! (月が招く!!, Tsuki ga Maneku!!)
11. Father Proceeds. (父親、上京。, Chichioya, Jōkyō)
12. Which is the Real One!? (本物はどっち!?, Honmono wa Dotchi!?)
13. The Baby's First Cry Freezes (産声が凍る, Ubugoe ga Kōru)
14. The Soul Bird Cries (魂の鳥が叫ぶ, Tama no Tori ga Sakebu)
15. The Ogre Howls!! (鬼、吼える!!, Oni, Hoeru!!)
16. The Magic Flute Roars! (魔笛、轟く!!, Mateki, Todoroku!!)
17. Elephants Vanish... (象が消えて…, Zō ga Kiete...)
18. The Demon Beast Armament!! (魔獣、武装!!, Majū, Busō!!)
19. The Bison Retires!? (猛牛、脱退!?, Mōgyū, Dattai!?)
20. The Maiden is Captured!! (巫女囚わる!!, Fujo Torawaru!!)
21. Loki, Perplexed (狼鬼、惑う, Rōki, Madō)
22. The Giant Bull is Broken!! (巨牛、壊れる!!, Kyo Ushi, Kowareru!!)
23. Loki Dies!? (狼鬼、死す!?, Rōki, Shisu!?)
24. The Silver Wolf Flashes!! (銀狼、閃く!!, Ginrō, Hirameku!!)
25. The Third Demon Princess Arrives (三代目鬼姫参上, Sandaime Oni Hime Sanjō)
26. Loki, Again (狼鬼、ふたたび, Rōki, Futatabi)
27. The Chick Pouts (雛がすねる, Hina ga Suneru)
28. Secrets, Handed Down!! (奥義、伝承!!, Okugi, Denshō!!)
29. The Deer Heals (鹿が癒す, Shika ga Iyasu)
30. The Full Moon Kills the Wolf! (満月が狼を殺す!, Mangetsu ga Ōkami o Korosu!)
31. The Hundred-Beast Squadron, Annihilated!! (百獣戦隊、全滅!!, Hyakujū Sentai, Zenmetsu!!)
32. Three Creatures Eat!! (三匹が喰う!!, Sanbiki ga Kū!!)
33. A Boy Prays. (少年が祈る。, Shōnen ga Inoru.)
34. The Mighty Org Weeps! (鉄人鬼（オルグ）、泣く!, Tetsujin Orugu, Naku!)
35. The Beast King Swords, Plundered (獣皇剣、強奪, Jūōken, Kōdatsu)
36. The Warriors Dance (戦士踊る, Senshi Odoru)
37. Yabaiba Burns (ヤバイバ燃える, Yabaiba Moeru)
38. The Divine Spirit-King's Peak Decisive Battle (精霊王頂上決戦, Shōryō Ō Chōjō Kessen)
39. The God Takes Away (神が連れ去る, Kami ga Tsuresaru)
40. Sky Island, Destroyed (天空島、滅ぶ, Tenkū Shima, Horobu)
41. Santa Came (サンタが来た, Santa ga Kita)
42. The Org Ninja Invasion! (鬼（オルグ）忍者侵略!, Orugu Ninja Shinryaku!)
43. The Lion Burns Hot (獅子、灼熱する, Shishi, Shakunetsu Suru)
44. Gao’s Rock Falls (亀岩（ガオズロック）、落ちる, Gaozu Rokku, Ochiru)
45. Fighting Until the End (闘い終わらず, Tatakai Owarazu)
46. The New Year Attacks (正月が襲う, Shōgatsu ga Osō)
47. The Steam Engine Roars! (蒸気機関、爆走!, Jōkikikan, Bakusō)
48. Those Guys Return to Life (奴らが蘇る, Yatsura ga Yomigaeru)
49. The Matrix Closes (鬼洞窟（マトリックス）、閉じる, Matorikkusu, Tojiru)
50. The Hundred Beasts Die (百獣、死す, Hyakujū, Shisu)
51. The Hundred Beasts Roar!! (百獣、吼える!!, Hyakujū, Hoeru!!)

### Specials
- Quest Ex: GaoPanda Appears!! Gao Access CD
- Hyakujuu Sentai Gaoranger vs. Super Sentai
- Hyakujuu Sentai Gaoranger: Fire Mountain Roars
- Hyakujuu Sentai Gaoranger Super Video: Showdown! Gaoranger vs. GaoSilver
- Ninpuu Sentai Hurricaneger vs. Gaoranger